# Дуарте, Хуан Пабло
Хуан Пабло Дуа́рте (исп. Juan Pablo Duarte; 26 января 1813, Санто-Доминго — 15 июля 1876, Каракас) — политический деятель Доминиканской Республики, герой национально-освободительного движения этой страны.

## Биография
Х. П. Дуарте родился в мелкобуржуазной семье в Санто-Доминго, центре испанской колонии Эспаньола (ныне — Доминиканская республика). В 1827—1832 годах он изучает философию и право в Испании и в США. В 1838 году, после возвращения в Санто-Доминго он, совместно с Рамоном Мелья и Франсиско Санчесом создаёт подпольную организацию La Trinitaria, целью которой является свержение в испанской части Эспаньолы власти соседнего Гаити, захватившего в 1822 году страну, годом раньше провозгласившую независимость от Испании. В 1843 году Х. П. Дуарте вынужден уехать в эмиграцию в Венесуэлу; в 1844 году, когда гаитянская власть была свергнута, он возвращается в Санто-Доминго. При провозглашении независимости страны в этот период Дуарте был предложен пост президента, от которого он отказался, высказавшись за проведение свободных выборов на Эспаньоле. После вооружённого мятежа генерала Сантаны Дуарте уже в 1845 году опять был вынужден покинуть родину. Сантана, после ряда неурядиц укрепившись на посту президента, в 1861 году вновь вернул страну во владение Испании.
В 1864 году, после того, как Доминиканская Республика окончательно отделилась от Испании (хотя это было признано Испанией лишь в 1865 году), Х. П. Дуарте ненадолго вернулся на родину. Здесь его политические взгляды вступили в конфликт с проводимой тогдашним президентом Сальседо политикой, и Дуарте был отправлен консулом обратно в Каракас, что фактически стало почётной высылкой из страны. Скончался Х. П. Дуарте в Венесуэле.

## Посмертное признание
В 1884 году останки революционера были перезахоронены на родине. Посмертно он получил титул «Отец Отечества» (исп. Padre de la Patria) и ныне почитается как главный национальный герой Доминиканской Республики. В его честь названы улицы во всех городах этой страны и важнейшее стратегическое шоссе, пересекающее остров с севера на юг. Высочайшая гора Доминиканской Республики носит название пик Дуарте. Его имя носит также одна из провинций Доминиканской Республики (провинция Дуарте).
Портрет Х. П. Дуарте изображён на монетах достоинством в 1, 5, 10, 25 сентавос, 1/2 и 1 песо Доминиканской Республики (выпуска 1976 года, к столетию со дня смерти), на золотой монете в 200 песо (1977 год), на монетах номиналом в 1, 5, 10, 25 сентавос, 1/2 и 1 песо выпуска 1978—1981 годов, на монете достоинством в 10 сентавос выпуска 1983—1987 годов и 1 песо выпусков 1991—2002 годов.
Х. П. Дуарте принадлежит официальный девиз Доминиканской Республики «Господь, Отечество и Свобода» (исп. Dios, Patria y Libertad).